# Məmmədqasımlı
Məmmədqasımlı è un comune dell'Azerbaigian situato nel distretto di Zərdab. Conta una popolazione di 1 988 abitanti.